# Feuer frei!
"Feuer frei!" (Pronunția germană: [ˈfɔʏɐ ˈfʁaɪ]) este un cântec al trupei germane de metal industrial Rammstein. Piesa a fost lansată ca al cincilea single de pe al treilea album Mutter. Titlul provine din comanda de a începe să tragi în limba militară germană (literalmente „trage liber!”) Și poate fi comparat cu „trage după bunul plac” sau „foc deschis”.
"Feuer frei!" este una dintre cele mai cunoscute piese ale trupei. În ciuda acestui fapt, nu figurează în colecția de cel mai mare hit a trupei Made in Germany 1995–2011, din motive care nu au fost explicate. Piesa este prezentată în filmul xXx și în timpul episodului CSI: Crime Scene Investigation "Slaves of Las Vegas". Marea Britanie "Feuer frei!" single-ul a fost lansat în trei părți (2 CD-uri, 1 DVD), în trei culori diferite (galben-verde-portocaliu), fiecare cu listări de piese diferite.
| "Feuer frei!"                                                       | "Feuer frei!"                                                                                             |                    |
| ------------------------------------------------------------------- | --- | ------------------ |
|                                                                     | |                    |
| Single de Rammstein                                                 | |                    |
| Din albumul Mutter                                                  | |                    |
| B-side                                                              | - "Mutter" - "Kokain" - remixes                                                                           |                    |
| Lansat                                                              | 14 October 2002                                                                                           |                    |
| Recorded                                                            | May and June 2000                                                                                         |                    |
| Studio                                                              | Miraval (Correns, France)                                                                                 |                    |
| Gen                                                                 | - Neue Deutsche Härte - industrial metal                                                                  |                    |
| Lungime                                                             | 3:08 |                    |
| Label                                                               | Motor |                    |
| Scriitori                                                           | - Richard Kruspe - Paul Landers - Till Lindemann - Christian Lorenz - Oliver Riedel - Christoph Schneider |                    |
| Producători                                                         | - Jacob Hellner - Rammstein                                                                               |                    |
| Cronologie single uri                                               | |                    |
| \| "Mutter" (2002) \| "Feuer frei!" (2002) \| "Mein Teil" (2004) \| | |                    |
| "Mutter" (2002)                                                     | "Feuer frei!" (2002)                                                                                      | "Mein Teil" (2004) |

### interpretare live
"Feuer frei!" A debutat live într-un concert exclusiv pentru membrii fan area în aprilie 2000, când a fost numit „Punk”. Următoarea sa reprezentație nu a fost până în mai 2001 (aceasta fiind versiunea albumului) și a fost jucată în aproape fiecare concert de la Rammstein de atunci. În timpul spectacolelor live ale acestei melodii, Richard Kruspe, Paul Landers, Till Lindemann și, uneori, Oliver Riedel vor purta măști cu aruncători de flăcări atașate care trag flăcări la câțiva metri în aer.

### Videoclip Muzical
Videoclipul a fost regizat de Rob Cohen, care a regizat și filmul xXx. Videoclipul pentru „Feuer frei!” a fost lansat în America pe MTV, pentru a promova filmul. Videoclipul a constat în faptul că formația cânta pe o scenă aprinsă, cu mai multe clipuri din film. În plus, Rammstein este prezentat cântând melodia într-un club din Praga în deschiderea filmului.

### Trackuri
Versiunea germană
"Feuer frei!" - 3:13
„Feuer frei! (Rammstein vs. Junkie XL Remix)” - 4:10
„Feuer frei! (Rammstein Remix 130)” - 3:44
„Feuer frei! (Rammstein Remix 95)” - 3:34
„Du hast” („Un omagiu lui Rammstein”, versiunea cover de la Battery *) - 4:42
„Bück dich” („Un omagiu lui Rammstein”, versiunea de acoperire de la Battery) - 3:39
Versiunea din Marea Britanie, partea 1 (coperta galbenă)
"Feuer frei!" - 3:11
„Mutter (Radio Edit)” - 3:40
„Kokain” - 3:08
"Feuer frei!" (video)
Interviu („Pe platoul lui Sonne”)
Versiunea din Marea Britanie, partea 2 (coperta verde)
„Feuer frei! (Rammstein vs. Junkie XL Remix)” - 4:10
„Mutter” - 4:33
"Feuer frei! (Rammstein Remix 95)"
Interviu („Pe setul Ich va”)
Galerie foto
UK CDS Partea 3 (DVD) (copertă portocalie)
"Feuer frei!" (video) - 3:11
Interviu („Primii ani discutați”)
„Du hast” („Un omagiu lui Rammstein”, versiunea de acoperire de la Battery) - 4:42
„Bück dich” („Un omagiu lui Rammstein”, versiunea de acoperire de la Battery) - 3:39
Galerie foto
Deși notele linerului enumeră ambele versiuni de acoperire efectuate de Battery, aceasta este o eroare. „Du hast” a fost interpretat de Josef Melen (tastatură, programare de tobe), Christian Meyer (voce), Peter Durst (voce) și Doj Moon (chitare), iar formația Colp a interpretat „Bück dich”.